# Bangu AC

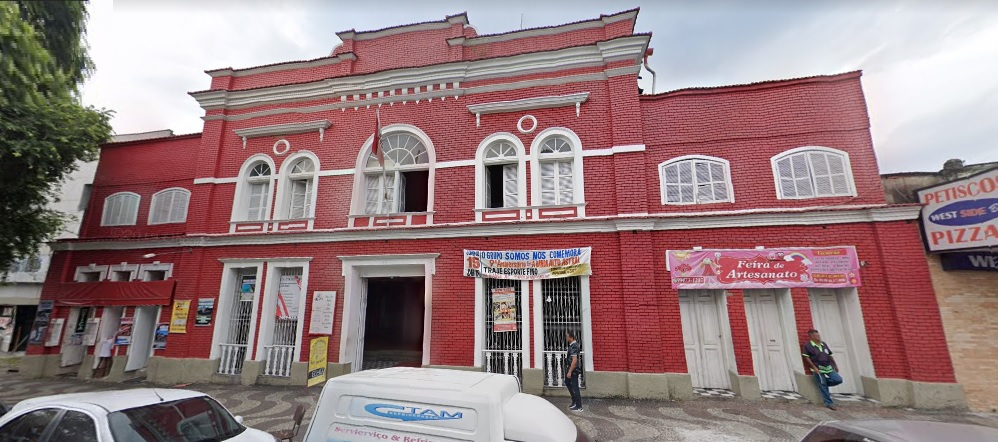
Der Vereinssitz in Bangu

Bangu Atlético Clube ist ein brasilianischer Fußballverein aus Rio de Janeiro. Der 1904 gegründete Verein wurde 1985 Vizemeister von Brasilien und gewann die Meisterschaften von Rio de Janeiro der Jahre 1933 und 1966. Der große Star der Vereinsgeschichte ist Zizinho, Vizeweltmeister von 1950 und Idol von Pelé.
Bangu trägt seine Heimspiele im Estádio Moça Bonita aus, das Platz für 9.600 Zuschauer bietet.

## Geschichte

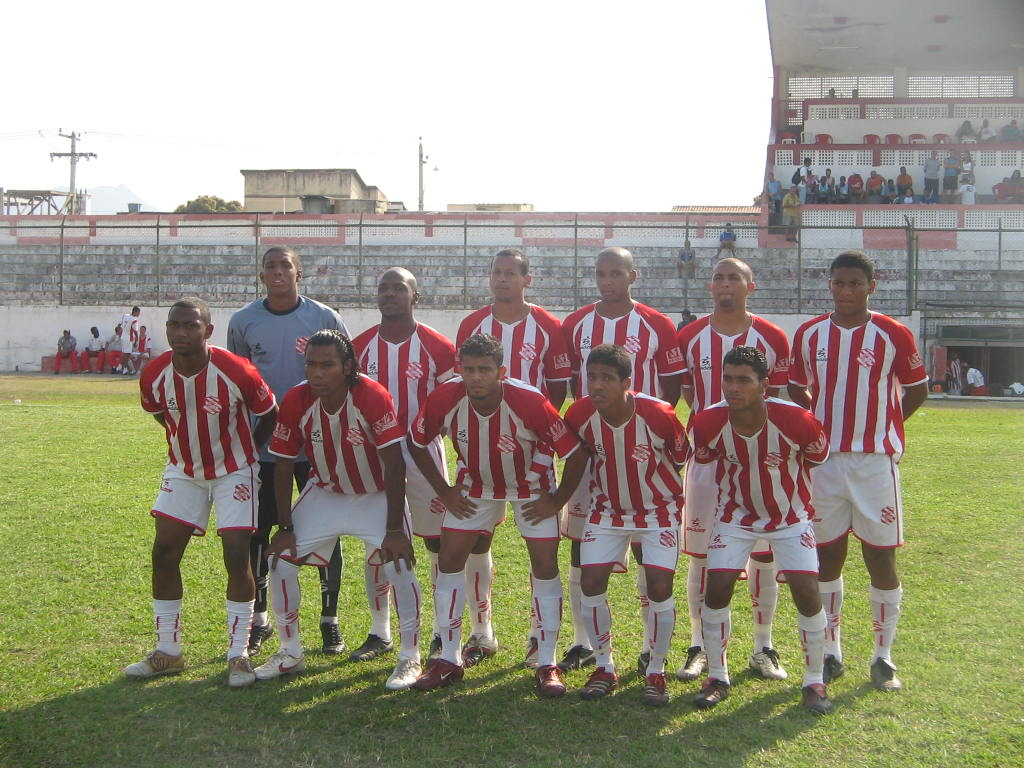
Das Team von Bangu AC 2004

Due Ursprünge des Vereins gehen auf die Eröffnung der Textilfabrik der Companhia Progresso Industrial do Brasil die weithin als Fábrica  de Tecidos de Bangu bekannt war, in Bangu, einem Vorort etwa 30 Kilometer westnordwestlich des Zentrums der südostbrasilianischen Metropole Rio de Janeiro, etwa auf halbem Weg zur Bahia da Ilha Grande, 1889 zurück. Zahlreiche Briten arbeiteten dort im Management, als Mechaniker und sonstiges Fachpersonal. Trotz der tropischen Hitze von Rio konnten diese Briten nicht davon ablassen Fußball zu spielen, und sie ließen sich Lieferungen von Ersatzteilen aus Großbritannien den einen oder anderen Ball einpacken. 1894 soll es in Bangu unter der Anführerschaft von Thomas Donohoe schon einige Monate vor Charles Millers Pioniertaten in São Paulo, zu den ersten Fußballspielen auf brasilianischem Boden gekommen sein. Dennoch besteht keine Veranlassung, die brasilianische Fußballgeschichte umzuschreiben, da das Spiel in Bangu lokal beschränkt war und keine Strahlkraft nach außen besaß. Charles Millers Aktivitäten, und auch die des Deutschen Hans Nobiling, in São Paulo führten zur Entstehung einer Ligameisterschaft. In Rio de Janeiro war auf dieser Ebene Oscar Cox, der Initiator zur Gründung von Fluminense Rio de Janeiro 1902, ausschlaggebend.
In Bangu stellte die Fabrik 1901 den Fußballern ein angrenzendes Gelände zum regulären Spielbetrieb zur Verfügung und 1904 wurde The Bangu Athletic Club gegründet. Der Verein war 1905 zusammen mit Fluminense und vier weiteren Vereinen Mitbegründer des Fußballverbandes von Rio de Janeiro, der Liga Metropolitana de Football die 1906 ihre erste Meisterschaft abhielt, bei der Bangu Fünfter wurde. 1933 gewann Bangu unter Trainer Luís Vinhaes, eine der großen Persönlichkeiten des Fußballsports von Rio in jener Ära, seinen ersten Meistertitel. Das war gleichzeitig der erste Meistertitel der nach der Professionalisierung des Fußballs in Rio vergeben wurde. 33 Jahre später gelang mit Alfredo González als Trainer der zweite Titelgewinn als im Entscheidungsspiel vor 144.000 Zusehern im Maracanã-Stadion Flamengo Rio de Janeiro mit 3:0 besiegt wurde. Dabei wurde die Partie nach acht Platzverweisen nach 70 Minuten abgebrochen.
Zuvor stellte der Verein ein Novum in Rio dar, als er als Erster farbigen Fußballern erlaubte aufzulaufen. Francisco Carregal, war der Erste der 1910 offiziell für den Klub antrat. Aufgrund eines Fotos vom 14. Mai 1905, welches ihn mit dem Ball im Kreis der Mannschaft und einem entsprechenden Vermerk, wird vermutet, dass er bereits früher aktiv war. 1911 stieg der Verein als Zweitligameister und damit seinerzeit Gewinner der Taça Francis Walter in die erste Liga von Rio auf. Bangu wurde zudem auch 1914 und 2008 Zweitligameister.
1960 gewann Bangu die in den USA ausgetragene International Soccer League durch einen 2:0-Finalsieg über den FC Kilmarnock aus Schottland. Weitere bedeutende Teilnehmer an diesem Turnier waren in jenem Jahr unter anderem die Meister aus England, Jugoslawien, Schweden und Österreich, FC Burnley, Roter Stern Belgrad, IFK Norrköping und SK Rapid Wien. Aus Deutschland war der FC Bayern am Start. Ademir da Guia wurde zum Spieler des Turniers erkoren. Bangu betrachtet sich nach diesem Erfolg gerne auch heute noch als Vereinsweltmeister von 1960. Im folgenden Jahr nahm Bangu erneut an diesem Wettbewerb teil, wurde aber in seiner Gruppe diesmal nur Zweiter von sechs Teilnehmern.
1967 nahm Bangu AC als Houston Stars an der Meisterschaft des seinerzeitigen offiziellen Fußballverbandes der USA, der United Soccer Association teil und belegte in der Western Division den vierten Platz bei sechs Teilnehmern. Bangu trug die Heimspiele im Astrodome aus und wurde damit der erste Fußballverein der seine Spiele quasi in einer Halle austrug.
Seinen letzten großen Erfolg hatte Bangu bei der Teilnahme an der Brasilianischen Meisterschaft von 1985, die damals unter dem Namen Copa Brasil  ausgetragen wurde. Im Finale gegen den Coritiba FC stand es im Maracanã-Stadion vor 92.000 Zusehern 1:1 und in erst im Elfmeterschießen konnte sich die Elf aus Paraná mit 6:5 durchsetzen. In der Copa Libertadores des darauffolgenden Jahres schied Bangu aber schon in der Gruppenphase gegen Barcelona SC Guayaquil, Coritiba und Deportivo Quito aus.

## Erfolge
- Copa Minas 1967
- Campeonato Carioca: 1933, 1966
  - Taça Rio: 1987
- International Soccer League: 1960
- Korea Cup: 1984

## Spieler
- Décio Esteves, 3 Länderspiele, 1950–1962 im Verein
- Ademir da Guia, 9 Länderspiele, WM-Teilnehmer 1974, 1956–1961 im Verein
- Domingos da Guia, 30 Länderspiele, WM-Teilnehmer 1938, 1929–1932 und 1947–1948 im Verein
- Jorge Mendonça, 6 Länderspiele, WM-Teilnehmer 1978, 1971–1973 im Verein
- José Sanfilippo, 29 Länderspiele für Argentinien, WM-Teilnehmer 1958 und 1962, kurze Zeit im Verein
- Mehmet Aurélio, Jugend 1993–1995, türkischer Nationalspieler
- Zizinho, 53 Länderspiele, Vizeweltmeister 1950, 1951–1957 im Verein
- Zózimo, 35 Länderspiele, Weltmeister 1958 und 1962, 1951–1965 im Verein
- Sebastián Abreu, 6 Länderspiele, 2017 im Verein

## Trainer
- Adhemar Pimenta (1935–1936), brasilianischer WM-Trainer 1938.
- Aymoré Moreira (1949–1950), brasilianischer Weltmeistertrainer 1962.
- Ondino Viera (1950–1953, 1967), Meistertrainer u. a. in Uruguay und Argentinien.
- Tim (1953–1956, 1959–1960, 1963–1964, 1980)
- Flávio Costa (1970), bras. Nationaltrainer u. a. bei der WM 1950.
- Evaristo de Macedo (1971)
- Dorival Knippel (1978)
- Zizinho (1980)
- Paulo César Carpegiani (1986), Weltpokalgewinner mit Flamengo.
- Mário Zagallo (1988), Weltmeister als Spieler und Trainer.
- Tita (2003), Ex-Bundesligaspieler mit Leverkusen.